# Espace urbain de Saint-Jean-de-Maurienne
Cet article court présente un sujet plus développé dans : Espace urbain.
L’espace urbain de Saint-Jean-de-Maurienne était un espace urbain français centré sur la ville de Saint-Jean-de-Maurienne. C'était en 1999 le 92e des 96 espaces urbains français. Il comportait alors 9 communes.
L'INSEE a remplacé ce zonage en 2010 par l'aire urbaine de Saint-Jean-de-Maurienne, composée de 8 communes, puis en 2020 par l'aire d'attraction de Saint-Jean-de-Maurienne composée de 23 communes.